# Ричи, Нил
Нил Ричи (англ. Neil Methuen Ritchie; 29 июля 1897 — 11 декабря 1983) — британский офицер, генерал, участник Первой и Второй мировых войн.

## Биография
Службу начинал в 1914 году в пехотном полку Чёрной стражи в звании второго лейтенанта. Воевал во Франции, где получил Орден «За выдающиеся заслуги» в 1917 году, а во время Месопотамской кампании в 1918 году — Военный Крест.
Во время Второй мировой войны Ричи получил звание бригадного генерала и участвовал в эвакуации союзных войск из Дюнкерка. 
Во время Операции «Крестоносец» в ходе североафриканской кампании в ноябре 1941 года был назначен Окинлеком командующим 8-й армией. Но 25 июня 1942 года, перед самой первой битвой под Эль-Аламейном, был отстранён Окинлеком.
В 1950 году стал «королевским полковником» Чёрной стражи. Последние годы жизни провёл в Торонто, в Канаде, умер в возрасте 86 лет.